# Pedro de Gante
Pieter van der Moere, conocido como fray Pedro de Gante o Pedro de Mura (Geraardsbergen, Condado de Flandes, 1478-México, Nueva España, 19 de abril de 1572) fue un religioso franciscano flamenco, uno de los primeros en arribar a Nueva España, donde permaneció casi cincuenta años como evangelizador y educador, fundador de la primera escuela de música,filólogo de las lenguas mesoamericanas y defensor de los pueblos indígenas.

## Biografía

### Niñez y adolescencia
Pedro de Gante nació en el suburbio Sint-Pieters-Aaigem, ubicado en Gante, Bélgica entre los años 1476 y 1483. Los datos sobre su niñez y adolescencia son escasos, al punto que no se conoce con exactitud su fecha de nacimiento.1 Se cree que era hijo de Maximiliano I de  Habsburgo, entonces emperador del Sacro Imperio Romano.2
No se sabe con certeza cuándo ingresó a la vida conventual, pero permaneció como hermano lego durante toda su vida religiosa, a pesar de que su relación de parentesco con la casa imperial podría haberlo colocado en una posición destacada. De hecho, algunas fuentes sostienen que rechazó el arzobispado de México cuando este le fue ofrecido por su pariente Carlos I de España.

### Hacia el Nuevo Mundo
Tras estudiar en la Universidad Católica de Lovaina, en 1522 el emperador Carlos V solicita al papa Adriano VI misioneros para los territorios de la Nueva España recién conquistados por Hernán Cortés.  El fraile Jean Glapion, franciscano consejero y confesor del emperador, fue escogido. Glapion logró reclutar a otros hermanos de su orden, entre ellos fray Pedro de Gante. Estos franciscanos flamencos partieron de Gante el 27 de abril de 1522, arribando a España en julio. Glapion morirá antes de embarcar para América, y los restantes frailes parten el 31 de mayo de 1523, desembarcando en Veracruz el 13 de agosto de ese año.
Fray Pedro y sus compañeros (Juan de Tecto y Juan de Aora) se dirigen a México-Tenochtitlan. Pero la ciudad se encuentra en estado caótico, y asolada por la peste. A sugerencia de Cortés, se trasladan a Texcoco. Allí se dedican a estudiar el náhuatl, comprendiendo la necesidad de comunicarse en la lengua del lugar. Pedro permanecerá en Texcoco un tiempo, mientras los otros dos frailes se unen a la expedición de Cortés a Honduras, en la que perderán la vida.

### Educador y evangelizador

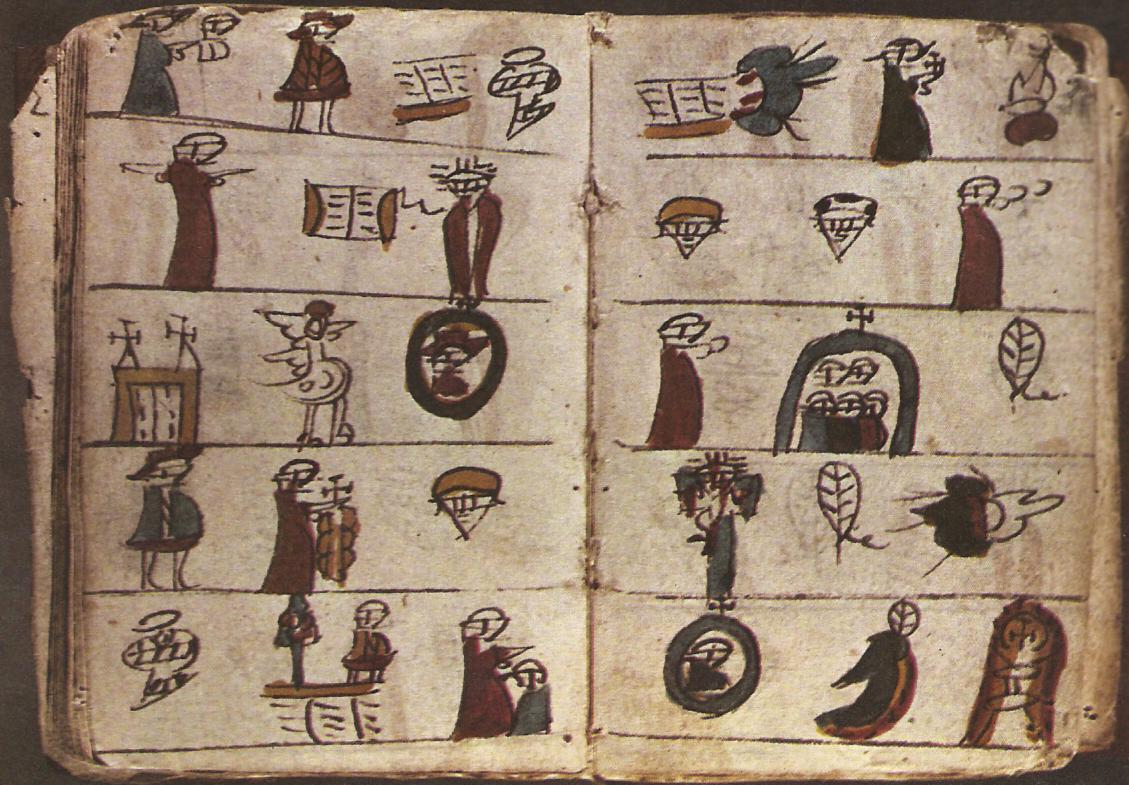
Catecismo para los indígenas.

Ya de regreso en la Ciudad de México, fundará la escuela de San José de Belén de los Naturales, junto al convento de San Francisco. Esta institución estaba dedicada a instruir, particularmente, a los hijos de la nobleza local. En ella adoptará un método de internado similar al empleado por los antiguos mexicas, con el propósito de suministrar educación religiosa y crear al mismo tiempo un grupo misionero que reprodujera y difundiera la religión con capacidad de predicar en las distintas lenguas de las culturas de Mesoamérica. En sus palabras: 

«He escogido unos cincuenta (niños) de los más avisados, y cada semana les enseño a uno por uno lo que toca decir o predicar la domínica siguiente; lo cual no me es corto trabajo, atento día y noche a este negocio para componerles y concordarles sus sermones».

Su dedicación fue completa: «En el día enseño a leer, escribir y cantar; en la noche, doctrina cristiana y sermones». Uno de sus alumnos fue Diego de Valadés, hijo de un español y una tlaxcalteca, que será el primer mestizo ordenado fraile en América (1547). 
Tiempo después incorporará la enseñanza de artes y oficios. Así, saldrán de la escuela un gran número de artesanos que construirán algunas de las obras religiosas más significativas de este período de la historia de México. Hacia 1525 compondrá una Doctrina Christiana en Lengua Mexicana, presuntamente impresa en Amberes en ese año2. Se compadecerá de la situación de explotación a la que se hallaban sometidos los nativos. En reiteradas ocasiones protestará por ello, primero ante su pariente el Emperador, y luego ante Felipe II. Dirá al primero, en 1552, que:

...(estos indios) no fueron descubiertos sino para buscalles su salvación, lo cual, de la manera que ahora van, es imposible... Vasallos de Vuestra Magestad son, la sangre de Cristo costaron, sus haciendas las han tomado, razón será que (Vuestra Magestad) se duela dellos; y pues están desposeídos de sus tierras, que en pago les ganen ánimas». Añade que se atreve a dirigirse al Emperador pidiendo remedio porque «dame atrevimiento ser tan allegado a V. M. y ser de su tierra».[cita requerida]

En otra carta advierte que «Aviso, como siervo de Vuestra Magestad, que si no provee en que (los indios) tributen como en España (los españoles) de lo que tienen y no más, y que sus personas no sean esclavos y sirvan, la tierra se perderá...», requiriendo que sean «personas libres y que... no sirvan, pues los españoles nunca sirvieron»[cita requerida].

## Relación con la cultura indígena
De su relación con los indígenas, dirá en otra carta al Emperador que «los tengo a todos por mis hijos, y así ellos me tienen por padre» (Carta del 20 de julio de 1548). Continuará enseñando y predicando hasta muy avanzada edad, y morirá en la Ciudad de México el domingo de Pascua de 1572. Dirá de él fray Gerónimo de Mendieta en su Historia eclesiástica indiana: 

fue muy querido, como se vio muy claro en todo el discurso de su vida, y en que con ser fraile lego, y predicarles a los indios y confesarlos otros sacerdotes grandes siervos de Dios y prelados de la Orden, al Fr. Pedro solo conocían por particular Padre, y a él acudían con todos sus negocios, trabajos y necesidades, y así dependía de él principalmente el gobierno de los naturales de toda la Ciudad de México y su comarca en lo espiritual y eclesiástico; tanto que solía decir el segundo Arzobispo Fr. Alonso de Montufar, de la orden de predicadores: «Yo no soy arzobispo de México, sino Fr. Pedro de Gante, lego de San Francisco».

Por un lado, se destaca su larga trayectoria como educador y evangelizador. Por otro, se señala que Pedro de Gante tuvo una actuación significativa en el proceso de aculturación de la población indígena, y en la destrucción de su patrimonio cultural escrito. Se cita, como ejemplo de los mecanismos de aculturación, el método pedagógico impuesto en su escuela de San José de los Naturales que el propio fraile relata en una carta al rey Felipe II: 

...se juntaron luego, pocos más o menos, mil muchachos, los cuales teníamos encerrados en nuestra casa de día y de noche, y no les permitíamos ninguna conversación (comunicación con el exterior), y esto se hizo para que se olvidasen de sus sangrientas idolatrías y excesivos sacrificios».
(Carta del 15 de junio de 1558).

## Muerte
Tras su muerte en México en 1572, sus estudiantes indígenas pintaron una imagen suya a manera de homenaje. Fue sepultado en la iglesia de San José, en el sitio ocupado por la actual Basílica de San José. De acuerdo con una carta dirigida por Alonso de Escalona a Felipe II:

Hemos perdido uno de los mejores obreros en Fr. Pedro de Gante [...] la tierra está henchida de su fama; fue pastor infatigable, trabajando en su ganado cincuenta años; [...] mucho agradecimiento le deben estos indios, y nosotros los religiosos, pues que le daba bríos el ser deudo tan allegado del cristianísimo padre de V. M. que por su medio nos era gran favorecedor, y nos otorgaba muchas de las mercedes que todos habíamos menester.

## Obras
- Manuscritos
  - Catecismo de la doctrina cristiana con jeroglíficos, para la enseñanza de los indios de México: Madrid, Archivo Histórico Nacional, Códice 1257B.

- Ediciones diversas 
  - Doctrina Christiana en Lengua Mexicana. Per signum crucis. Icamachiotl cruz yhuicpain toya chua Xitech momaquixtili Totecuiyoc diose. Ica inmotocatzin. Tetatzin yhuan Tepilizin yhuan Spiritus Sancti. Amen Jesús (primera publicación ca. 1547, México: Juan Pablos; 1553, Amberes; 1553, México: Juan Pablos, 1555. Edición facsimilar con comentarios ed. por Ernesto de la Torre Villar (México, 1981).
  - Catecismo de la doctrina cristiana con jeroglíficos, para la enseñanza de los indios de México, Edición facsimilar con introducción de Federico Navarro (Madrid, 1970) / Justino Cortés Castellanos, El catecismo en pictogramas de Fr. Pedro de Gante (Madrid, 1987).
  - Cartas, versos religiosos en mexicano, ed. en: Joaquín García Icazbalceta, Códice franciscano (México, 1941), 212ff.